# Campionat d'Espanya de ciclisme en ruta masculí
El Campionat d'Espanya de ciclisme en ruta masculí és una competició ciclista que serveix per a determinar el Campió d'Espanya de ciclisme. La primera edició es disputà el 1897, tot i que no serà fins al 1902 quan aquesta cursa es consolidi. El vencedor obté el dret a portar un mallot amb els colors de la bandera espanyola fins al Campionat de l'any següent.
El 1937 no es disputà per culpa de la Guerra civil espanyola.
El 2006 els participants es van plantar després d'haver recorregut els tres primers quilòmetres del recorregut com a mesura de protesta per la recent Operació Port. Juanma Gárate, com a vencedor del Campionat d'Espanya anterior, va mantenir el títol fins a l'any següent.

## Palmarès
| Any  | Primer                          | Segon                           | Tercer                                     |
| 1897 | José Bento Pesoa                | Juan Sugranes                   | Clemente Fabián                            |
| 1902 | Tomás Peñalva                   | Salvador Seguí                  | José Manuel Pekín - Miguel Bayona (tàndem) |
| 1903 | Ricard Peris                    | Tomás Peñalva                   | Julio Álvarez                              |
| 1904 | Tomás Peñalva                   | Ricard Peris                    | Julio Álvarez                              |
| 1905 | Pablo Pujol                     | José Pérez                      | Tomás Peñalva                              |
| 1906 | Luis Amuñategui                 | Juan Adrián Campesinos          | Domingo Álvarez                            |
| 1907 | Luis Amuñategui                 | Tomás Sanz                      | Marcelino Cuesta                           |
| 1908 | Vicente Blanco                  | Esteban Espinosa                | Marcelino Cuesta                           |
| 1909 | Vicente Blanco                  | José Pérez                      | Otilio Borrás                              |
| 1910 | Josep Magdalena                 | Otilio Borrás                   | Jaume Duran                                |
| 1911 | Jaume Duran                     | Lázaro Villada                  | Sebastià Masdeu                            |
| 1912 | Josep Magdalena                 | Joaquim Martí                   | Antoni Crespo                              |
| 1913 | Joan Martí                      | Lorenzo Oca                     | Joaquín Larrañaga                          |
| 1914 | Óscar Leblanc                   | Antoni Crespo                   | Josep Magdalena                            |
| 1915 | Simón Febrer                    | Juan Zumalde                    | Josep Magdalena                            |
| 1916 | José Manchón                    | Óscar Leblanc                   | Josep Magdalena                            |
| 1917 | Lázaro Villada                  | Óscar Leblanc                   | Josep Magdalena                            |
| 1918 | Simón Febrer                    | Juan Martínez                   | Miguel Colchón                             |
| 1919 | Jaume Janer                     | Juan Martínez                   | Guillermo Antón                            |
| 1920 | Miquel Bover Salom              | Jaume Janer                     | José Saura                                 |
| 1921 | Ramón Valentín                  | Miguel García                   | Guillermo Antón                            |
| 1922 | José Saura                      | Josep Maria Sans                | Miguel García                              |
| 1923 | Jaume Janer                     | Telmo García                    | Muç Miquel                                 |
| 1924 | Joan Baptista Llorens           | Telmo García                    | Teodor Monteys                             |
| 1925 | Ricardo Montero                 | Jaume Janer                     | Telmo García                               |
| 1926 | José Saura                      | Joan Baptista Llorens           | Ricardo Montero                            |
| 1927 | Muç Miquel                      | Telmo García                    | Francisco Cepeda                           |
| 1928 | Telmo García                    | Eduardo Fernández               | Josep Maria Sans                           |
| 1929 | Luciano Montero                 | Josep Maria Sans                | Sebastián Aguilar                          |
| 1930 | Marià Cañardo                   | Luciano Montero                 | Vicente Bachero                            |
| 1931 | Marià Cañardo                   | Antoni Escuriet                 | Josep Nicolau                              |
| 1932 | Luciano Montero                 | Marià Cañardo                   | Salvador Cardona                           |
| 1933 | Marià Cañardo                   | Luciano Montero                 | Vicente Bachero                            |
| 1934 | Luciano Montero                 | Marià Cañardo                   | Salvador Cardona                           |
| 1935 | Salvador Cardona                | Marià Cañardo                   | Luciano Montero                            |
| 1936 | Marià Cañardo                   | Luciano Montero                 | Mariano Gascón                             |
| 1937 | No celebrat                     | No celebrat                     | No celebrat                                |
| 1938 | Fermín Trueba                   | Francisco Goenaga               | Francisco Aresti                           |
| 1939 | Francisco Antonio Andrés Sancho | Marià Cañardo                   | Vicente Trueba                             |
| 1940 | Federico Ezquerra               | Diego Cháfer                    | Marià Cañardo                              |
| 1941 | Francisco Antonio Andrés Sancho | Antonio Martín                  | Julián Berrendero                          |
| 1942 | Julián Berrendero               | Francisco Antonio Andrés Sancho | Diego Cháfer                               |
| 1943 | Julián Berrendero               | José Bejarano                   | Antonio Martín                             |
| 1944 | Julián Berrendero               | Antonio Martín                  | Vicente Carretero                          |
| 1945 | Joan Gimeno                     | Joaquim Olmos                   | Delio Rodríguez                            |
| 1946 | Bernardo Ruiz                   | Francisco Antonio Andrés Sancho | Bernat Capó                                |
| 1947 | Bernat Capó                     | Bernardo Ruiz                   | Miquel Gual                                |
| 1948 | Bernardo Ruiz                   | Antoni Gelabert                 | Julián Berrendero                          |
| 1949 | Josep Serra                     | Bernat Capó                     | Julián Berrendero                          |
| 1950 | Antoni Gelabert                 | Bernardo Ruiz                   | Josep Vidal Porcar                         |
| 1951 | Bernardo Ruiz                   | Andreu Trobat                   | Victorio García                            |
| 1952 | Andreu Trobat                   | Josep Mateo                     | Cosme Barrutia                             |
| 1953 | Francesc Massip                 | Andreu Trobat                   | Francesc Alomar                            |
| 1954 | Emilio Rodríguez Barros         | Bernardo Ruiz                   | Francesc Alomar                            |
| 1955 | Antoni Gelabert                 | José Escolano                   | Josep Serra                                |
| 1956 | Antonio Ferraz                  | Bernardo Ruiz                   | Francesc Massip                            |
| 1957 | Antonio Ferraz                  | René Marigil                    | Antonio Jiménez Quiles                     |
| 1958 | Federico Martín Bahamontes      | Salvador Botella                | Jesús Loroño                               |
| 1959 | Antonio Suárez                  | Federico Martín Bahamontes      | Jesús Galdeano                             |
| 1960 | Antonio Suárez                  | Jesús Loroño                    | Fernando Manzaneque                        |
| 1961 | Antonio Suárez                  | Jesús Loroño                    | Federico Martín Bahamontes                 |
| 1962 | Luis Otaño                      | José Pérez Francés              | Manuel Martín Piñera                       |
| 1963 | José Pérez Francés              | Miquel Pacheco                  | Fernando Manzaneque                        |
| 1964 | Julio Jiménez                   | José Luis Talamillo             | Luis Otaño                                 |
| 1965 | Antonio Gómez del Moral         | José Antonio Momeñe             | Gabriel Mas                                |
| 1966 | Luis Otaño                      | Carlos Echevarría               | Ginés García                               |
| 1967 | Luis Pedro Santamarina          | Carlos Echevarría               | Ginés García                               |
| 1968 | Luis Ocaña                      | Antonio Gómez del Moral         | Jesús Aranzábal                            |
| 1969 | Ramón Sáez                      | José Pérez Francés              | José Antonio Momeñe                        |
| 1970 | José Antonio González Linares   | Jesús Aranzábal                 | Nemesio Jiménez                            |
| 1971 | Eduard Castelló                 | Andrés Gandarias                | Domingo Perurena                           |
| 1972 | Luis Ocaña                      | Domingo Perurena                | Agustín Tamames                            |
| 1973 | Domingo Perurena                | José Luis Abilleira             | Juan Zurano                                |
| 1974 | Vicente López Carril            | Manuel Esparza                  | Antonio Menéndez                           |
| 1975 | Domingo Perurena                | Javier Elorriaga                | Jaime Huélamo                              |
| 1976 | Agustín Tamames                 | Miguel María Lasa               | José Luis Viejo                            |
| 1977 | Manuel Esparza                  | José Nazábal                    | Jordi Fortià                               |
| 1978 | Enrique Martínez Heredia        | Luis Alberto Ordiales           | Antonio Menéndez                           |
| 1979 | Faustino Rupérez                | Miguel María Lasa               | Vacant per desqualificació                 |
| 1980 | Juan Fernández                  | Miguel María Lasa               | Javier Elorriaga                           |
| 1981 | Eulalio García                  | Enrique Martínez Heredia        | Juan Fernández                             |
| 1982 | Josep Lluís Laguía              | Eulalio García                  | Federico Echave                            |
| 1983 | Carlos Hernández                | Alfonso Gutiérrez               | Antoni Coll                                |
| 1984 | Jesús Ignacio Ibáñez Loyo       | Celestí Prieto                  | Eduardo Chozas                             |
| 1985 | José Luis Navarro               | Pello Ruiz Cabestany            | Xavier Castellar                           |
| 1986 | Alfonso Gutiérrez               | Ricardo Martínez                | Manuel Jorge Domínguez                     |
| 1987 | Juan Carlos González Salvador   | Alfonso Gutiérrez               | Manuel Jorge Domínguez                     |
| 1988 | Juan Fernández                  | Manuel Jorge Domínguez          | Jokin Mujika                               |
| 1989 | Carlos Hernández                | Jesús Suárez Cuevas             | Casimiro Moreda                            |
| 1990 | Laudelino Cubino                | Francisco Javier Mauleón        | Miguel Indurain                            |
| 1991 | Juan Carlos González Salvador   | José Rodríguez García           | Manuel Jorge Domínguez                     |
| 1992 | Miguel Indurain                 | Jon Unzaga                      | Carlos Hernández                           |
| 1993 | Ignacio García Camacho          | Miguel Indurain                 | Fernando Escartín                          |
| 1994 | Abraham Olano                   | Àngel Edo                       | Melcior Mauri                              |
| 1995 | Jesús Montoya                   | José María Jiménez              | Vicente Aparicio                           |
| 1996 | Manuel Fernández Ginés          | Abraham Olano                   | Fernando Escartín                          |
| 1997 | José María Jiménez              | César Solaun                    | David Etxebarría                           |
| 1998 | Ángel Casero                    | Juan Carlos Domínguez           | Óscar Freire                               |
| 1999 | Ángel Casero                    | Roberto Heras                   | Joseba Beloki                              |
| 2000 | Álvaro González de Galdeano     | Francisco Cerezo                | Àngel Edo                                  |
| 2001 | José Iván Gutiérrez             | Santiago Blanco                 | Aitor Garmendia                            |
| 2002 | Juan Carlos Guillamón           | Abraham Olano                   | Miguel Ángel Martín Perdiguero             |
| 2003 | Rubén Plaza                     | Rafael Casero                   | Benjamín Noval                             |
| 2004 | Francisco Mancebo               | Alejandro Valverde              | Francisco Lara                             |
| 2005 | Juan Manuel Gárate              | Francisco Mancebo               | Jordi Berenguer                            |
| 2006 | Suspès                          | Suspès                          | Suspès                                     |
| 2007 | Joaquim Rodríguez               | Alejandro Valverde              | Eladio Jiménez                             |
| 2008 | Alejandro Valverde              | Óscar Sevilla                   | Óscar Pereiro                              |
| 2009 | Rubén Plaza                     | Constantino Zaballa             | Alejandro Valverde                         |
| 2010 | José Iván Gutiérrez             | Fran Ventoso                    | Koldo Fernández de Larrea                  |
| 2011 | José Joaquín Rojas              | Koldo Fernández de Larrea       | Jesús Herrada                              |
| 2012 | Fran Ventoso                    | Koldo Fernández de Larrea       | Francisco José Pacheco                     |
| 2013 | Jesús Herrada                   | Ion Izagirre                    | Luis León Sánchez                          |
| 2014 | Ion Izagirre                    | Alejandro Valverde              | Carlos Barbero                             |
| 2015 | Alejandro Valverde              | Carlos Barbero                  | Jesús Herrada                              |
| 2016 | José Joaquín Rojas              | Ángel Vicioso                   | Jordi Simón                                |
| 2017 | Jesús Herrada                   | Alejandro Valverde              | Ion Izagirre                               |
| 2018 | Gorka Izagirre Insausti         | Alejandro Valverde              | Omar Fraile                                |
| 2019 | Alejandro Valverde              | Luis León Sánchez               | Jesús Herrada                              |
| 2020 | Luis León Sánchez               | Gorka Izagirre                  | Vicente García de Mateos                   |
| 2021 | Omar Fraile                     | Jesús Herrada                   | Alex Aranburu                              |
| 2022 | Carlos Rodríguez                | Jesús Herrada                   | Alex Aranburu                              |
| 2023 | Oier Lazkano                    | Juan Ayuso                      | Alex Aranburu                              |
| 2024 | Alex Aranburu                   | Oier Lazkano                    | Jesús Herrada                              |
| 2025 | Iván Romeo                      | Fernando Barceló                | Roger Adrià                                |

## Palmarès sub-23
| Any  | Primer                 | Segon                 | Tercer                  |
| 1996 | Javier Otxoa           | Juan Carlos Guillamón | Francisco Mancebo       |
| 1997 | Francisco Tomás García | Aitor Quintana        | Jorge Ferrio            |
| 1998 | Luis Murcia            | Antonio Núñez         | Marc Prat               |
| 1999 | Patxi Ugarte           | Jesús Manzano         | Samuel Sánchez          |
| 2000 | David Arroyo           | Xavier Tondo          | Miguel Martínez         |
| 2001 | Alejandro Valverde     | Israel Núñez          | Javier Lindez           |
| 2002 | Unai Elorriaga         | Francisco Gutiérrez   | Francisco Ventoso       |
| 2003 | Isaac Escola           | Pedro Castillo        | Silvestre Callau        |
| 2004 | Joseba Agirrezabala    | José Luis Carrasco    | Igor Antón              |
| 2005 | Javier Moreno          | Francisco González    | Juan Carlos Fernández   |
| 2006 | José David Aguilera    | Luis Enrique Puertas  | Serafín Martínez        |
| 2007 | Carlos Delgado         | Esteban Plaza         | José Carlos López       |
| 2008 | David Gutiérrez        | Andrés Vigil          | Jon Izaguirre           |
| 2009 | Pedro Merino           | Airán Fernández       | Higinio Fernández       |
| 2010 | Albert Torres          | Francisco García      | Alejandro David Serrano |
| 2011 | Román Osuna            | Victor Martín         | Haritz Orbe             |
| 2012 | Ramon Domene           | Cristobal Sánchez     | Ibai Salas              |
| 2013 | Mario González         | Beñat Txoperena       | Oscar Hernández         |
| 2014 | Gonzalo Andrés         | Francisco García      | Carlos Jiménez          |
| 2015 | Jaime Rosón            | Xavier Pastallé       | Óscar Pelegrí           |
| 2015 | Jaime Rosón            | Xavier Pastallé       | Óscar Pelegrí           |
| 2016 | Óscar Pelegrí          | Jon Irisarri          | Juanjo Aguero           |
| 2017 | Isaac Cantón           | Álvaro Cuadros        | Diego Pablo Sevilla     |
| 2018 | Íñigo Elosegui         | Carmelo Urbano        | Gabriel Pons            |
| 2019 | Carmelo Urbano         | Arturo Grávalos       | Oier Ibarguren          |
| 2020 | Javier Romo            | Jokin Murguialday     | Eduardo Pérez-Landaluce |
| 2021 | Iván Cobo              | Marcel Camprubí       | Unai Iribar             |
| 2022 | Joseba López           | José Marín            | Abel Balderstone        |
| 2023 | Unai Aznar             | Josep Tomàs           | Francisco Muñoz         |
| 2024 | Hugo de la Calle       | César Pérez           | Martin Rey              |
| 2025 | Yago Aguirre           | Ivan Loaisa           | Samuel Fernandez        |